# Номерні знаки Албанії

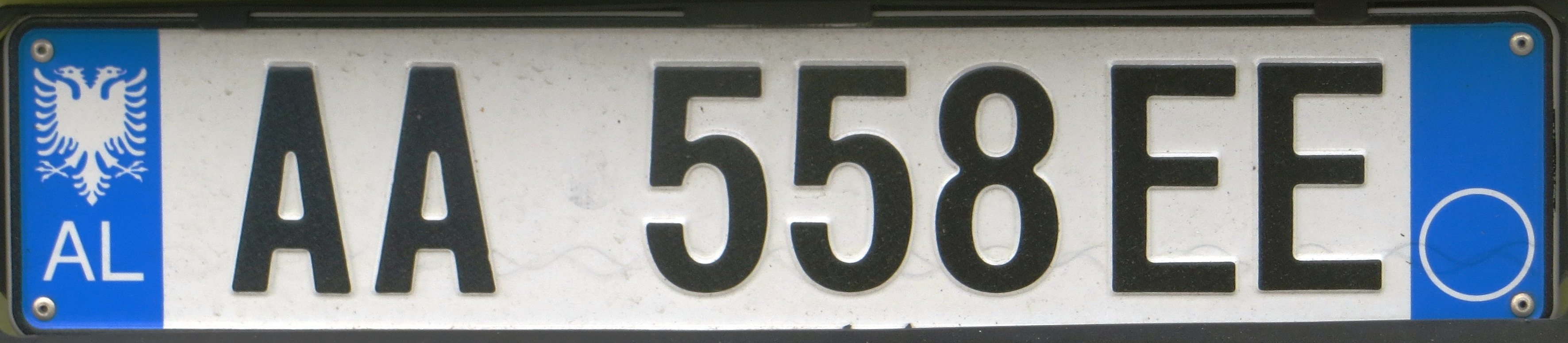
Номерні знаки Албанії

Номерні знаки Албанії виконуються чорними літерами на білому тлі. Повторюють вид італійських номерів зразка 1994 року.

## Формат
Новий тип знаків, введений з 16 лютого 2011 року, повторює італійську та французьку системи. Номерні знаки не прив'язані до регіону реєстрації транспортного засобу. Так само змінився і їх вигляд. Вони стали схожі на італійські знаки зразка 1994 року (синя смуга з гербом Албанії в білому кольорі й буквами AL, далі номер у вигляді AA-999AA і ще одна синя смуга з необов'язковим регіональним кодом 1993 року). Критики зазнали кольори на номері, адже вони тепер не відповідають чорно-червоним кольорам албанського прапора.

## Історія

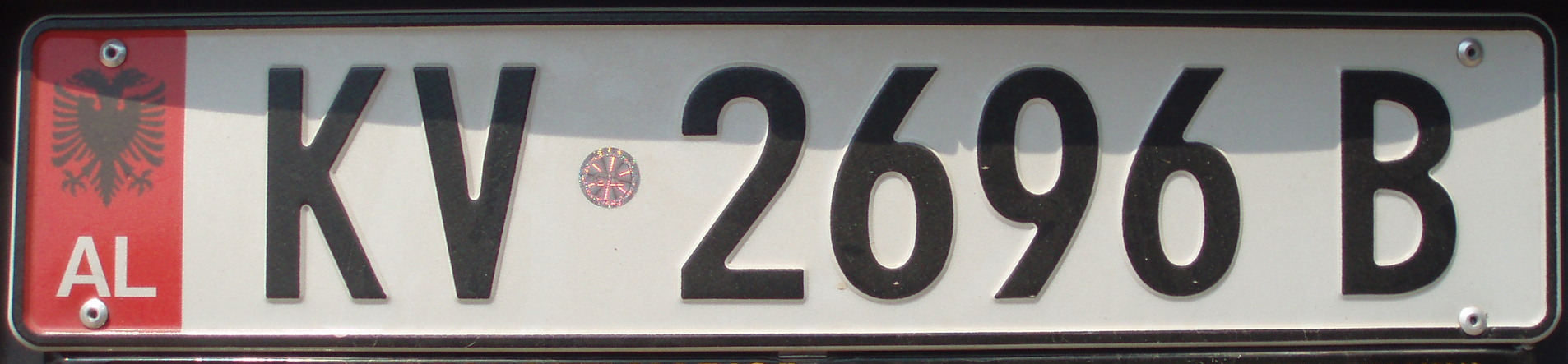
Автомобільний номер (1993—2011 роки)

Перші дві букви реєстраційного номера автомобіля означали приналежність до певного регіону:

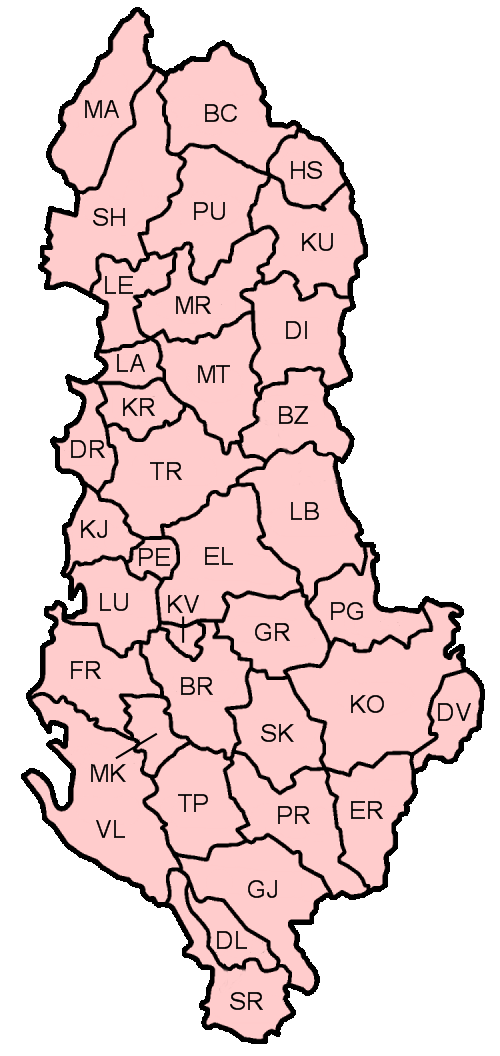
Карта регіональних кодів.

| Код | Регіон     |
| --- | ---------- |
| BC  | Тропоя     |
| BR  | Берат      |
| BZ  | Булькіза   |
| DI  | Дібра      |
| DL  | Дельвіна   |
| DR  | Дуррес     |
| DV  | Девол      |
| EL  | Ельбасан   |
| ER  | Колонья    |
| FR  | Фіері      |
| GJ  | Гірокастра |
| GR  | Грамш      |
| HS  | Хас        |
| KJ  | Кавая      |
| KO  | Корча      |
| KR  | Круя       |
| KU  | Кукес      |
| KV  | Кучова     |
| LA  | Курбін     |
| LB  | Либражди   |
| LE  | Лежа       |
| LU  | Люшня      |
| MA  | Мальсія    |
| MK  | Малакастра |
| MR  | Мирдіта    |
| MT  | Мат        |
| PE  | Пекіні     |
| PG  | Поградец   |
| PR  | Перметі    |
| PU  | Пука       |
| SH  | Шкодер     |
| SK  | Скрапар    |
| SR  | Саранда    |
| TP  | Тепелена   |
| TR  | Тирана     |
| VL  | Вльора     |

### Галерея

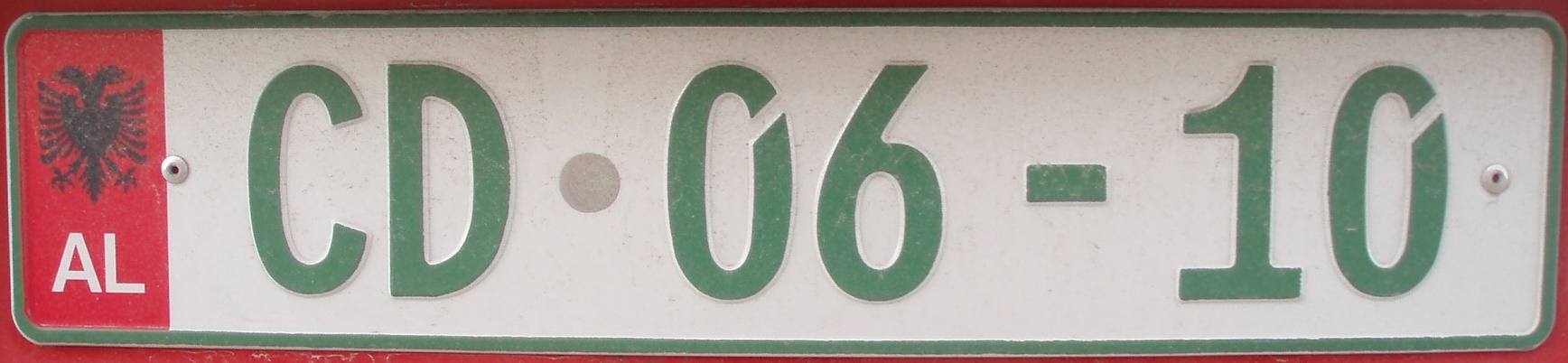
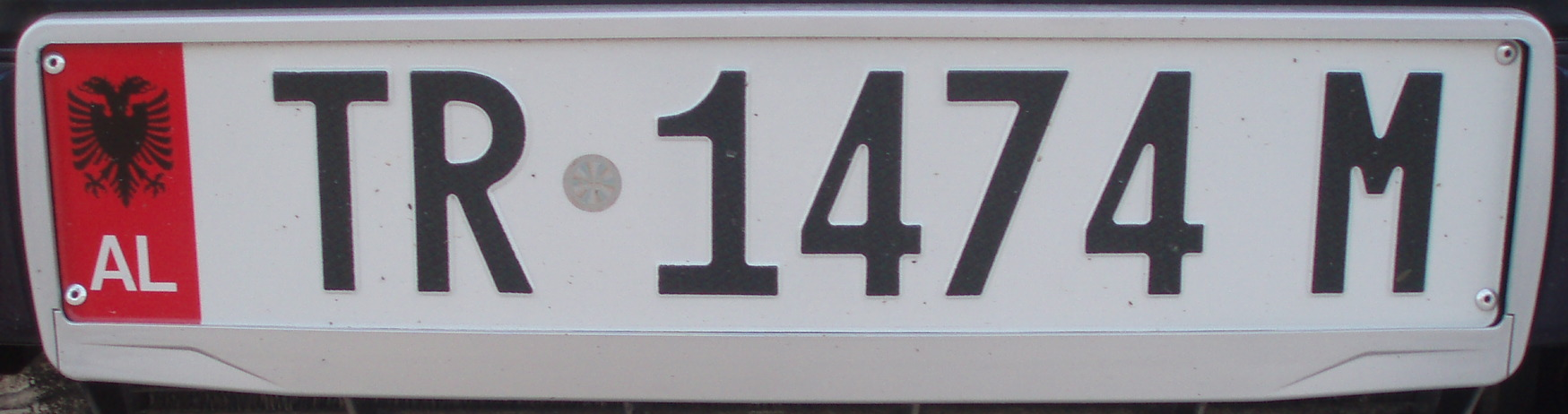
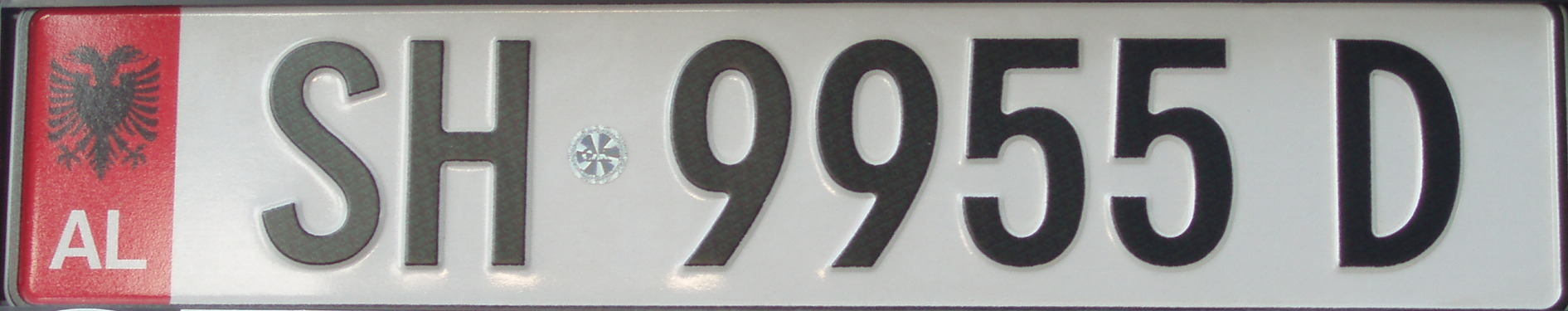
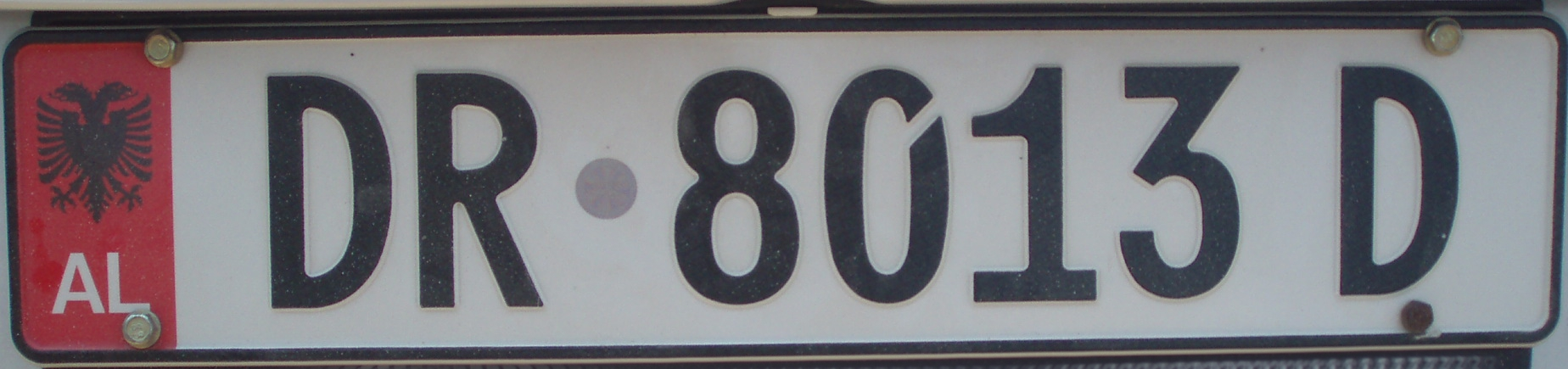
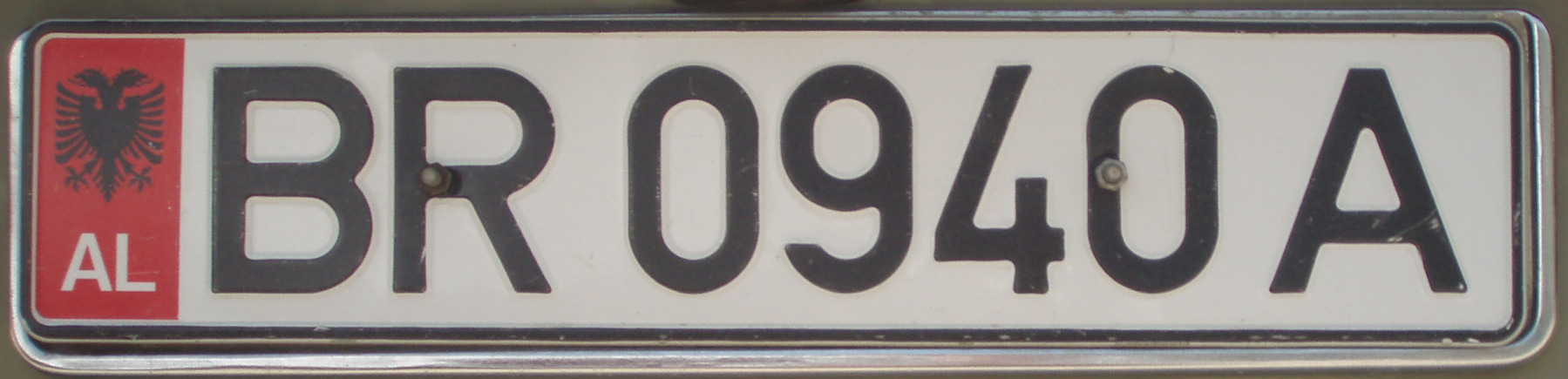
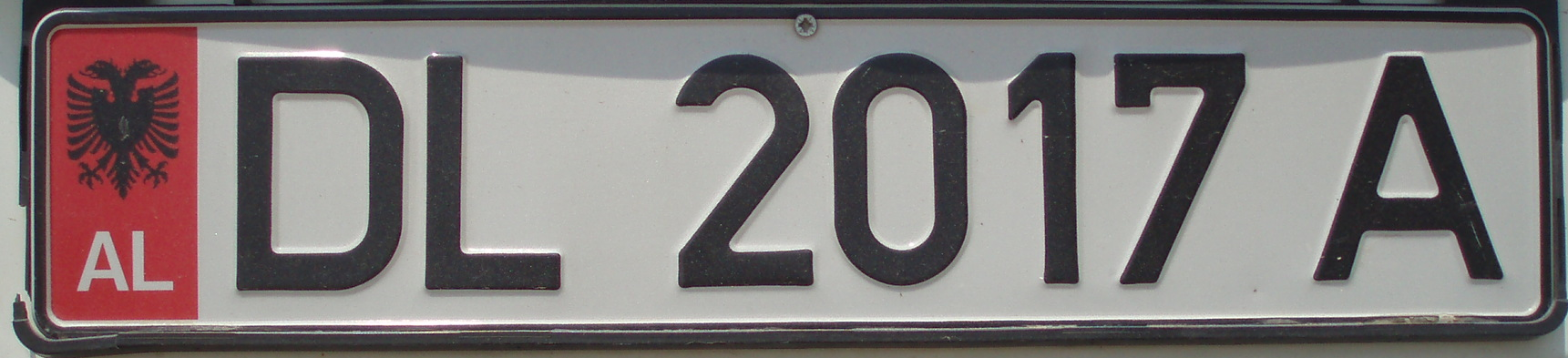
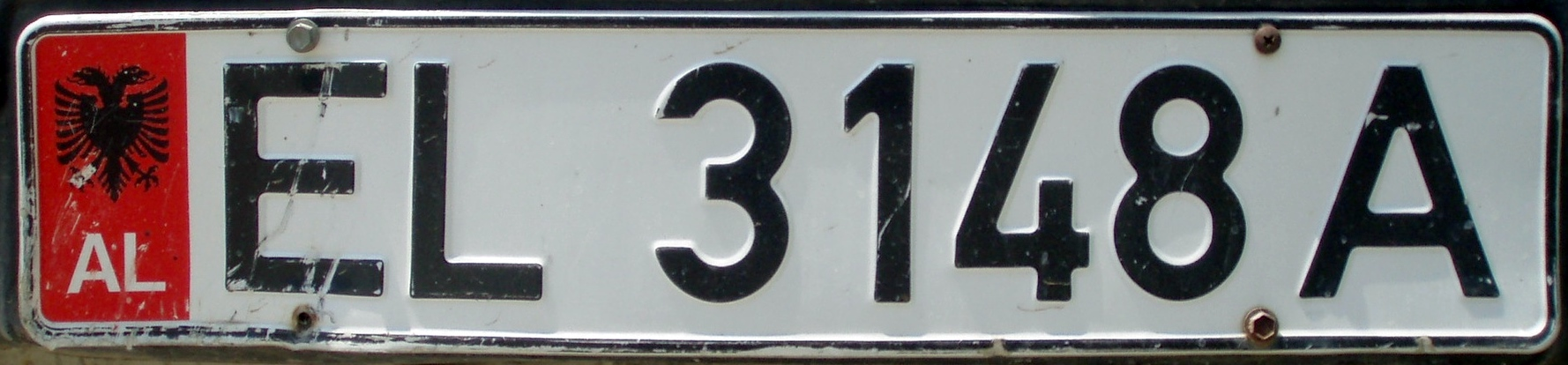
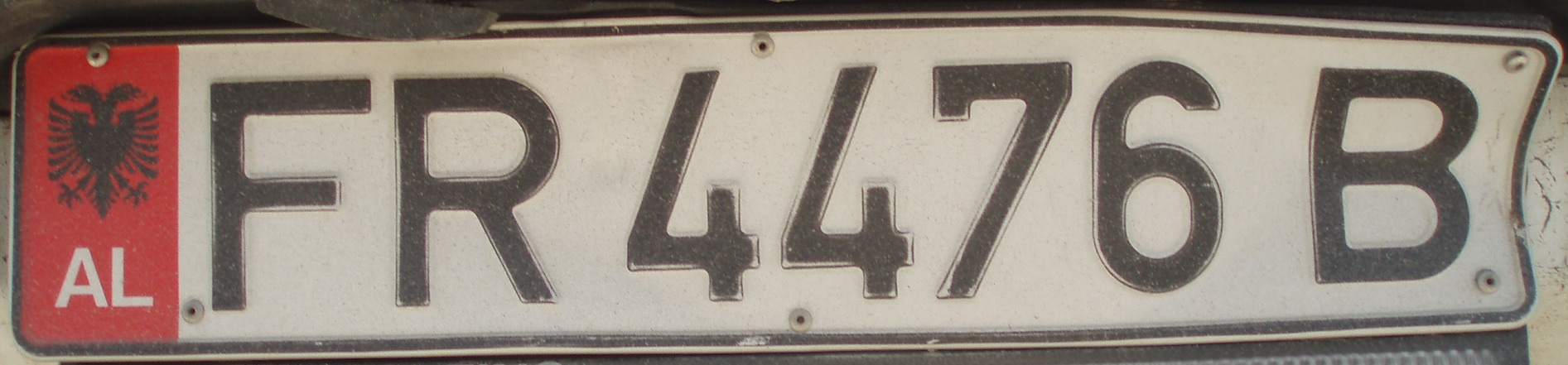

## Спеціальні номери
| Фото | Тип                 | Формат   |
| ---- | ------------------- | -------- |
|      | Дипломатичний номер | CD·12-34 |
|      | Військовий номер    | U 12345  |

### Дипломатичний номер
| Код | Країна або організація |
| --- | ---------------------- |
| 01  | Австрія                |
| 02  | Велика Британія        |
| 03  | Болгарія               |
| 04  | N/A                    |
| 05  | Чехія                  |
| 06  | Єгипет                 |
| 07  | Франція                |
| 08  | Греція                 |
| 09  | Німеччина              |
| 10  | Угорщина               |
| 11  | Італія                 |
| 12  | Іран                   |
| 13  | Сербія                 |
| 14  | КНР                    |
| 15  | Хорватія               |
| 16  | N/A                    |
| 17  | Північна Македонія     |
| 18  | Палестина              |
| 19  | Польща                 |
| 20  | Румунія                |
| 21  | Росія                  |
| 22  | N/A                    |
| 23  | США                    |
| 24  | Туреччина              |
| 25  | Швейцарія              |
| 27  | Саудівська Аравія      |
| 28  | Швеція                 |
| 29  | Іспанія                |
| 33  | ЮНЕСКО                 |
| 41  | Європейський Союз      |
| 42  | ООН                    |
| 43  | ЮНІСЕФ                 |
| 44  | N/A                    |
| 45  | ВОЗ                    |
| 48  | World Bank             |
| 52  | Кувейт                 |
| 55  | Косово                 |
| 56  | Нідерланди             |
| 60  | Данія                  |
| 66  | Словаччина             |
| 77  | Бразилія               |
| 79  | Ізраїль                |
| 81  | Катар                  |